# Sierra de la Giganta
La Sierra de la Giganta è una catena montuosa della Bassa California del Sud, sita sulla parte meridionale della Penisola della California, nel nordovest del Messico.
È una catena del Sistema montuoso peninsulare che si estende per 1500 km dalla California meridionale, attraverso la Penisola della Bassa California negli stati messicani della Bassa California e della Bassa California del Sud.

## Geografia

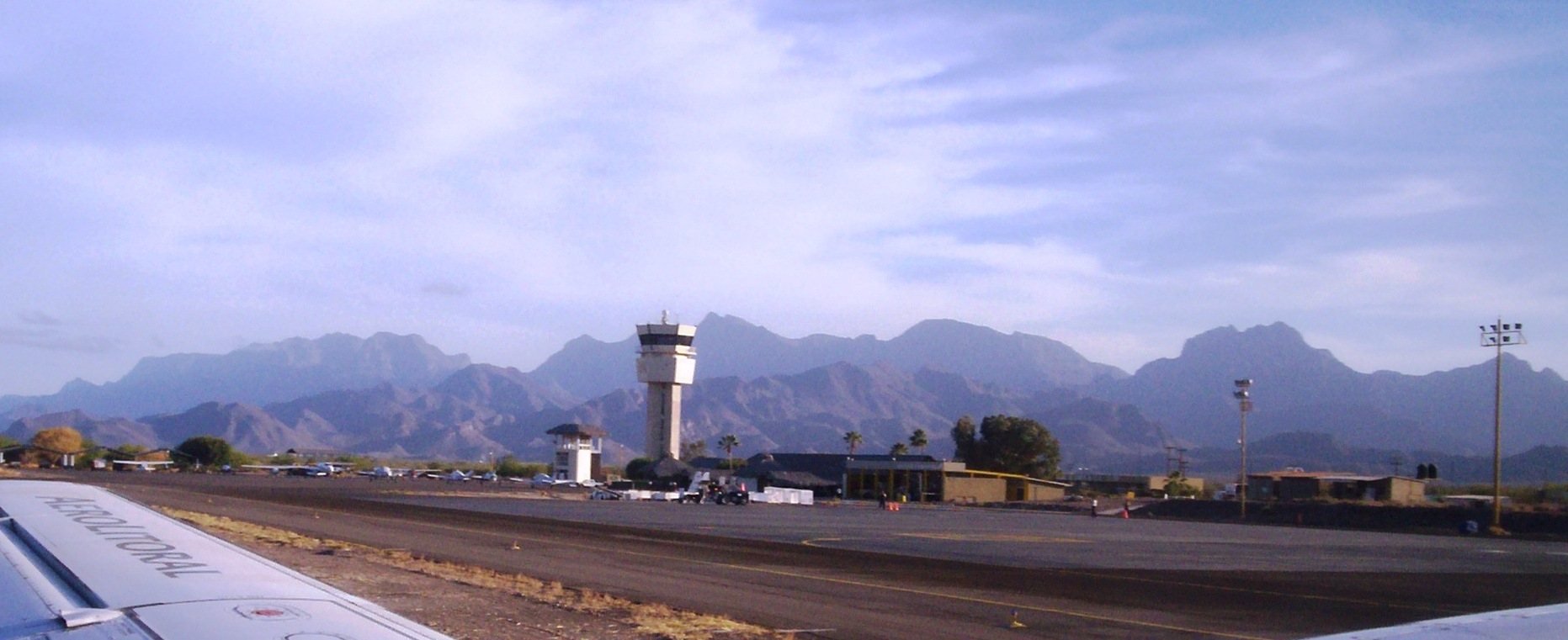
Sierra de la Giganta vista a ovest dell'Aeroporto di Loreto.

La Sierra de la Giganta si estende lungo la Penisola della Bassa California, parallelamente e vicino alla costa del golfo di California (o Mare di Cortez).
Il suo picco più alto è il Cerro de la Giganta, che s'innalza fino a 1176 metri s.l.m., nel territorio del comune di Loreto.
La catena si snoda da Loreto, nella omonima municipalità, verso sud nella Municipalità di La Paz, a nordovest della città di La Paz.

## Storia naturale
La flora che si trova nella Sierra de la Giganta è quella dell'ecoregione del deserto della Bassa California, il bioma dei deserti e della macchia xerofila.